# Kleingaisbach
Kleingaisbach (im lokalen Dialekt: Klõagoasbå) ist eine Ortschaft im oberösterreichischen Innviertel und Teil der Gemeinde Taiskirchen im Innkreis im Bezirk Ried im Innkreis.

## Geographie
| Tiefenbach | Edtleiten                                   |            |
| Wietraun   | Kompassrose, die auf Nachbargemeinden zeigt | Flohleiten |
| Jebing     |                                             |            |

Die Ortschaft ist auf folgende Siedlungen aufgeteilt (von Nord nach Süd):
- Kleingaisbach (Weiler; im oberösterreichischen Ortsverzeichnis als "zerstreute Häuser" geführt[2])
- Großgaisbach, oft auch nur Gaisbach genannt (Einschicht)
- Zöchlau (Einschicht)
- Thal (Einschicht)
- Edt (Weiler)

## Geschichte
Die erste urkundliche Erwähnung als Gaispach findet sich in der "Grenz-, Güter- und Volksbeschreibung des Landgerichts Schärding" und stammt aus dem Jahr 1433.

## Infrastruktur
Die Ortschaftsteile und Höfe sind durch Güterwege erschlossen. Im Süden grenzt Kleingaisbach an die Landesstraße L513 und im Norden an die Bezirksstraße L1122.

In Edt befindet sich das gemeinsame Feuerwehrhaus der Freiwilligen Feuerwehren Tiefenbach-Wietraun und Breitenried.

## Wirtschaft
In der Ortschaft ist ein Gerüstbau-Unternehmen ansässig. Der wichtigste Wirtschaftszweig ist jedoch die Landwirtschaft. Direktvermarkter bieten Schaf- und Schweinefleisch an.